# Saint-Louet-sur-Seulles
Saint-Louet-sur-Seulles är en kommun i departementet Calvados i regionen Normandie i norra Frankrike. Kommunen ligger i kantonen Villers-Bocage som ligger i arrondissementet Caen. År 2022 hade Saint-Louet-sur-Seulles 135 invånare.

## Befolkningsutveckling
Antalet invånare i kommunen Saint-Louet-sur-Seulles
Referens:INSEE